# Verzorgingsplaats Eemakker
Verzorgingsplaats Eemakker is een verzorgingsplaats in Nederland, gelegen aan de A27 Breda-Almere tussen afritten 34 en 35 nabij Eemnes. Aan de andere zijde van de snelweg ligt verzorgingsplaats 't Veentje.
Eemakker werd geopend nadat verzorgingsplaats Bosberg eind 2004 dicht ging.
Richting Almere:
Kalix Berna · 
De Keizer · 
Blommendaal · 
De Knoest · 
Voordaan · 
Eemakker
Richting Breda:
't Veentje · 
Nijpoort · 
De Kroon · 
Scheiwijk · 
Hank · 
Galgeveld